# Lycianthes memecylonoides
Lycianthes memecylonoides är en potatisväxtart som först beskrevs av Friedrich August Georg Bitter och Schlechter, och fick sitt nu gällande namn av Friedrich August Georg Bitter. Lycianthes memecylonoides ingår i Himmelsögonsläktet som ingår i familjen potatisväxter. Inga underarter finns listade i Catalogue of Life.